# Гейр Гатльгрімссон
Гейр Гатльгрімссон (ісл. Geir Hallgrímsson; 16 грудня 1925 — 1 вересня 1990) — ісландський політик, прем'єр-міністр країни від серпня 1974 до 1 вересня 1978 року.

## Життєпис
Здобув юридичну освіту, упродовж кількох років мав адвокатську практику, був адвокатом Верховного Суду. 1954 року був вперше обраний до міської ради Рейк'явіка. У 1959—1972 роках обіймав посаду мера столиці, сприяв будівництву асфальтованих доріг і розвитку геотермального опалення міста. Здобув неймовірну популярність, тому на виборах 1970 року здобув 99 % голосів. Того ж року був обраний депутатом альтингу.
У 1974—1978 роках очолював ісландський уряд. На той період припав конфлікт з Великою Британією з приводу розширення Ісландією територіальних вод для рибальства (тріскова війна), під час якого 24 лютого 1976 року було розірвано дипломатичні відносини з Британією.
Від 1983 до 1986 року очолював міністерство закордонних справ у коаліційному уряді Стейнгрімюра Германнссона.